# Blokhus
Blokhus ist ein Badeort in der Jammerbucht an der dänischen Nordseeküste, der zur Kommune Jammerbugt in der Region Nordjylland gehört. Der Ort liegt knapp 15 Kilometer Luftlinie südwestlich von Løkken und zählt 477 Einwohner (1. Januar 2023).

## Geschichte
Der Name Blokhus ist seit den 1630er Jahren gebräuchlich und verweist auf die Bedeutung des Ortes für den Seehandel mit Norwegen: Die Lagerhäuser waren Blockhäuser (blokhuse) aus Holz, die als Bausatz aus Norwegen eingeführt wurden. Der Handel mit der Nachbarprovinz entwickelte sich ab dem 16. Jahrhundert. Aus Jütland wurden Getreide, Mehl und Butter ausgeführt, Norwegen lieferte Holz und Eisen. Die Handelsroute über das Skagerrak betrug nur 70 Seemeilen, und der Sandstrand in der Jammerbucht war als Anlandeplatz gut für Boote mit flachem Rumpf geeignet.
1865 begann die Entwicklung des Ortes zum Nordseebad, nachdem der Dichter Meïr Aron Goldschmidt einen Urlaub hier verbracht hatte. Er veröffentlichte ein Reisetagebuch (Dagbog fra en Rejse på Vestkysten af Vendsyssel og Thy), in dem er der Kopenhagener Gesellschaft vom Baden am offenen Strand vorschwärmte. Bereits 1844 hatte der Schiffskaufmann J.C.B. Klitgaard eine Pension errichtet, das spätere Hotel Nordsøen; besonders Lungenkranke und ehemalige Cholera-Patienten suchten hier Erholung.

## Tourismus
Blokhus ist wegen seines breiten Strandes, auf dem Autoverkehr zugelassen ist, ein beliebtes Urlaubsziel. Viele der Dänen, die in Blokhus ein eigenes Sommerhaus besitzen, wohnen im nahen Aalborg. Es besteht eine regelmäßige Busverbindung zwischen Aalborg und Blokhus.
Im Ort befindet sich einer der ältesten Seenotrettungsvereine in Nordjütland. Heute beherbergt die ehemalige Rettungsstation ein Museum.
Sechs Kilometer nordöstlich des Ortszentrums liegt der Freizeitpark Fårup Sommerland.

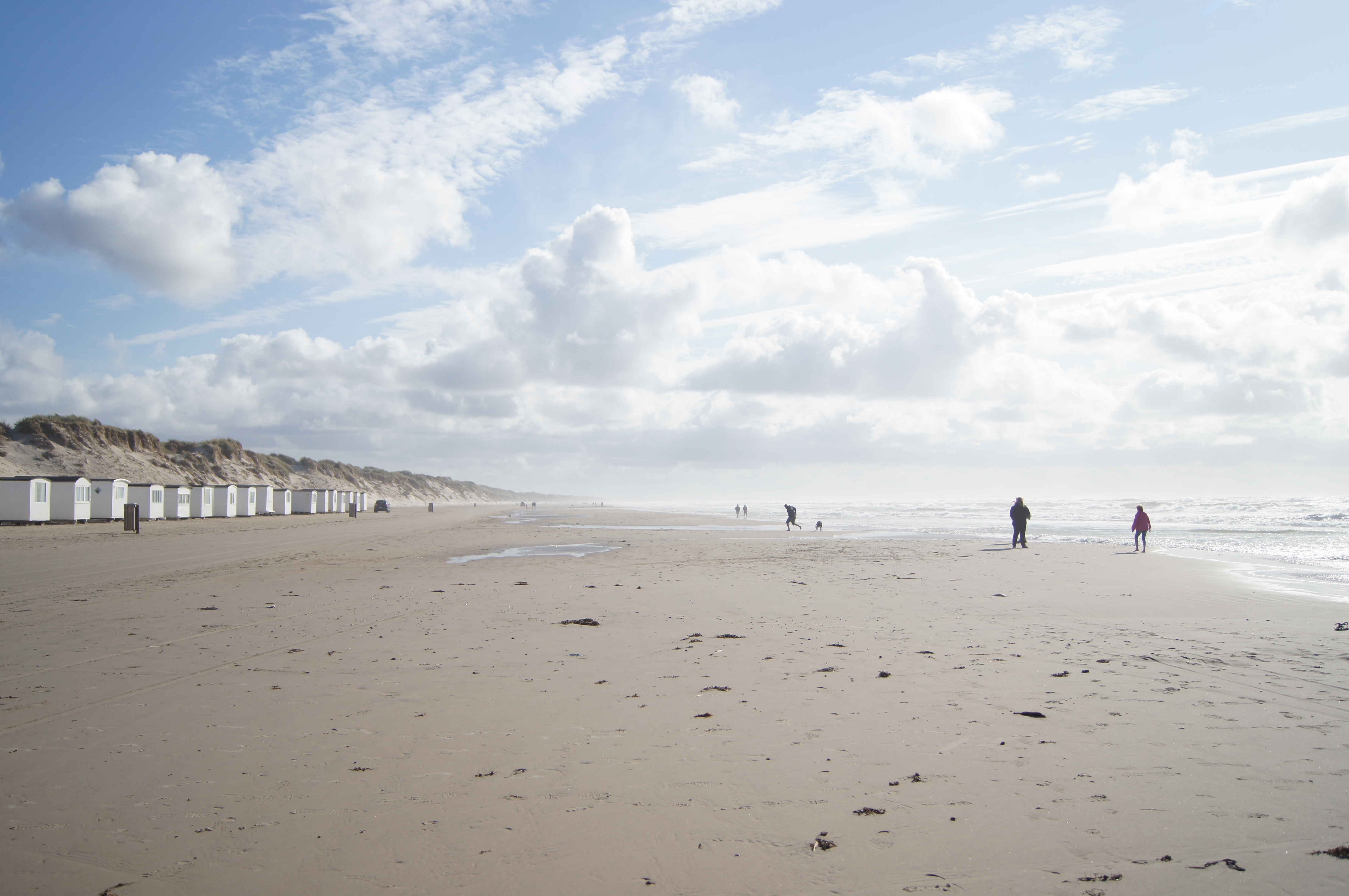
47 Badehäuschen sind von Mai bis September am Strand zugelassen
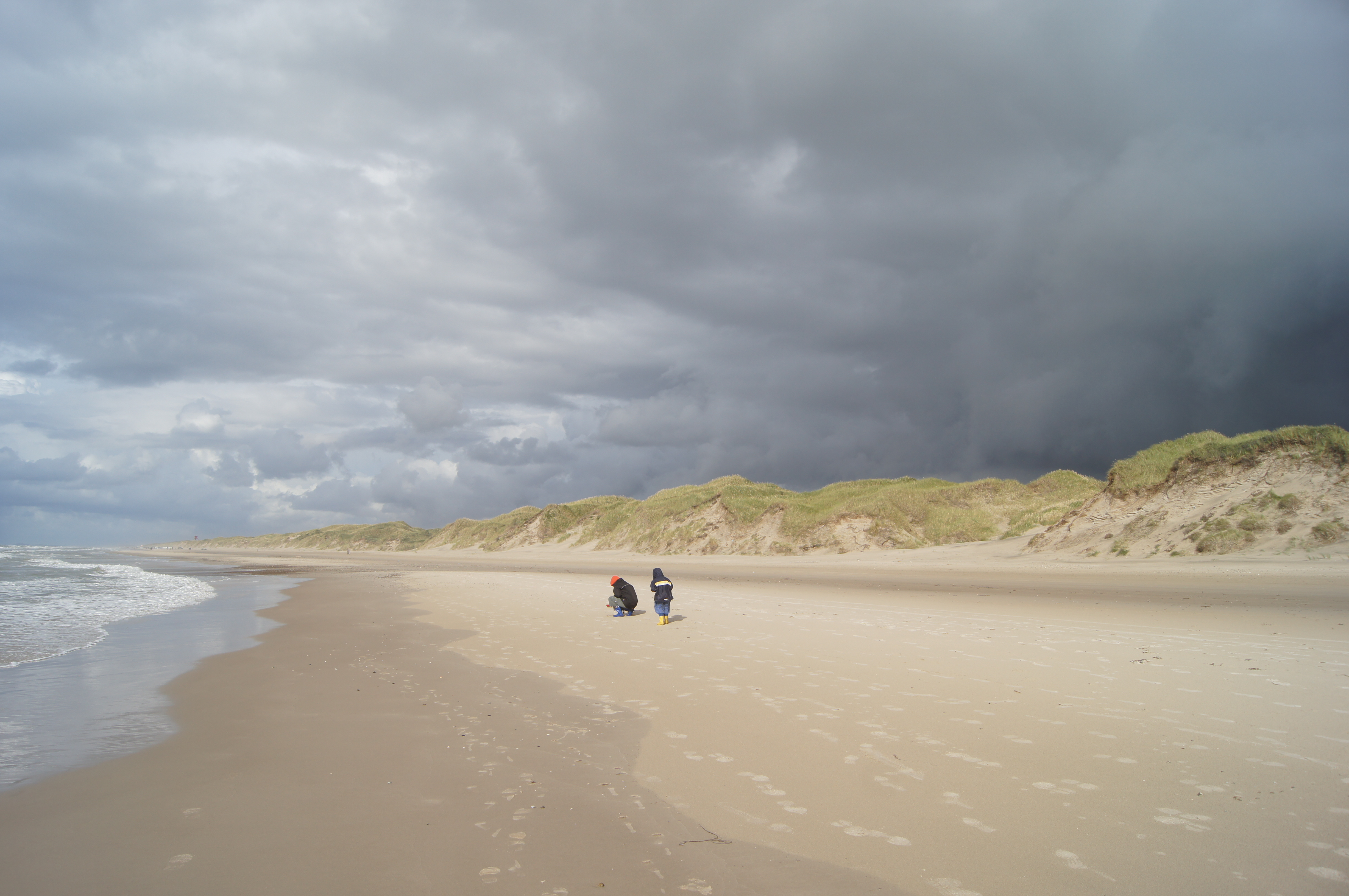
Strand bei Blokhus.
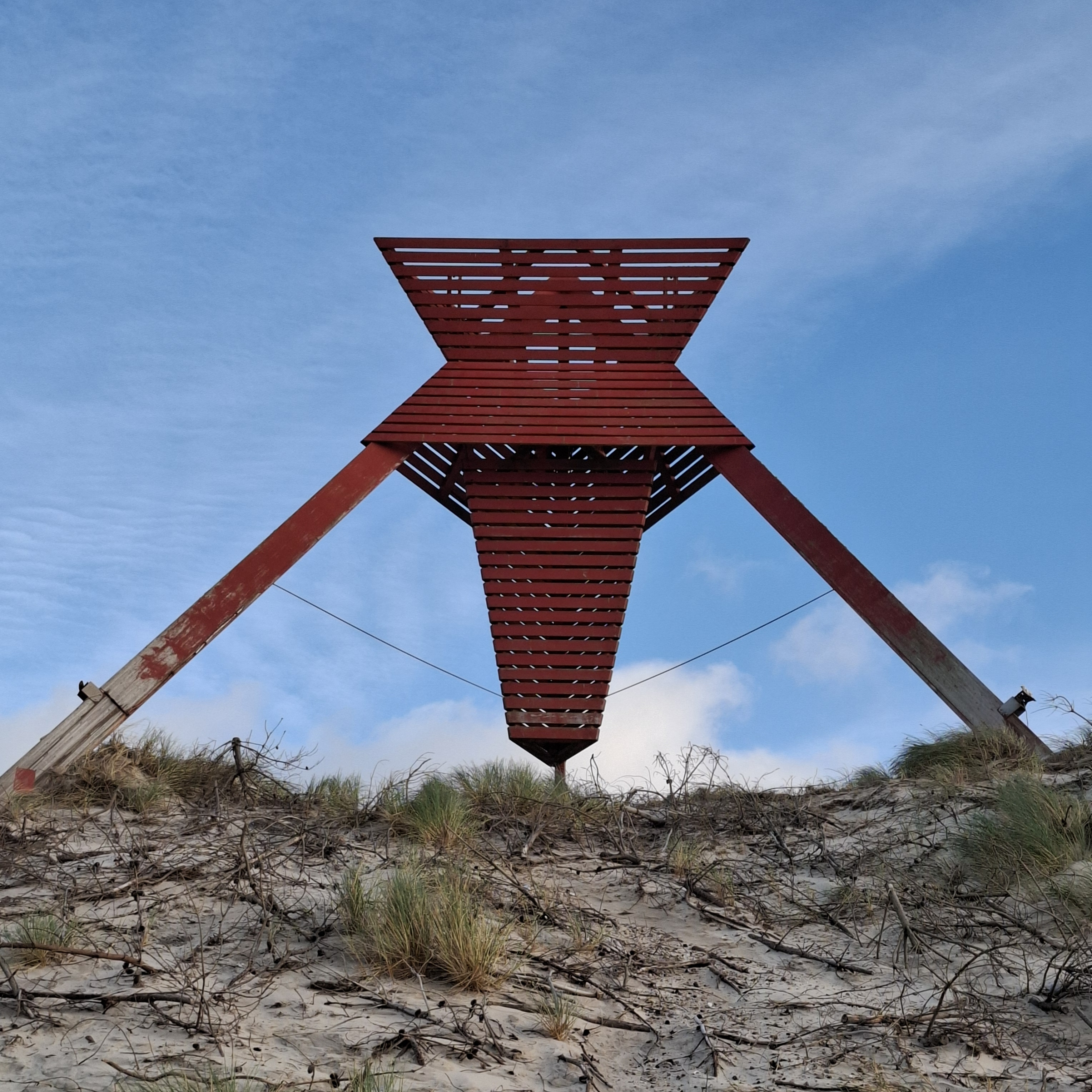
Seezeichen: eine 15 m hohe Bake
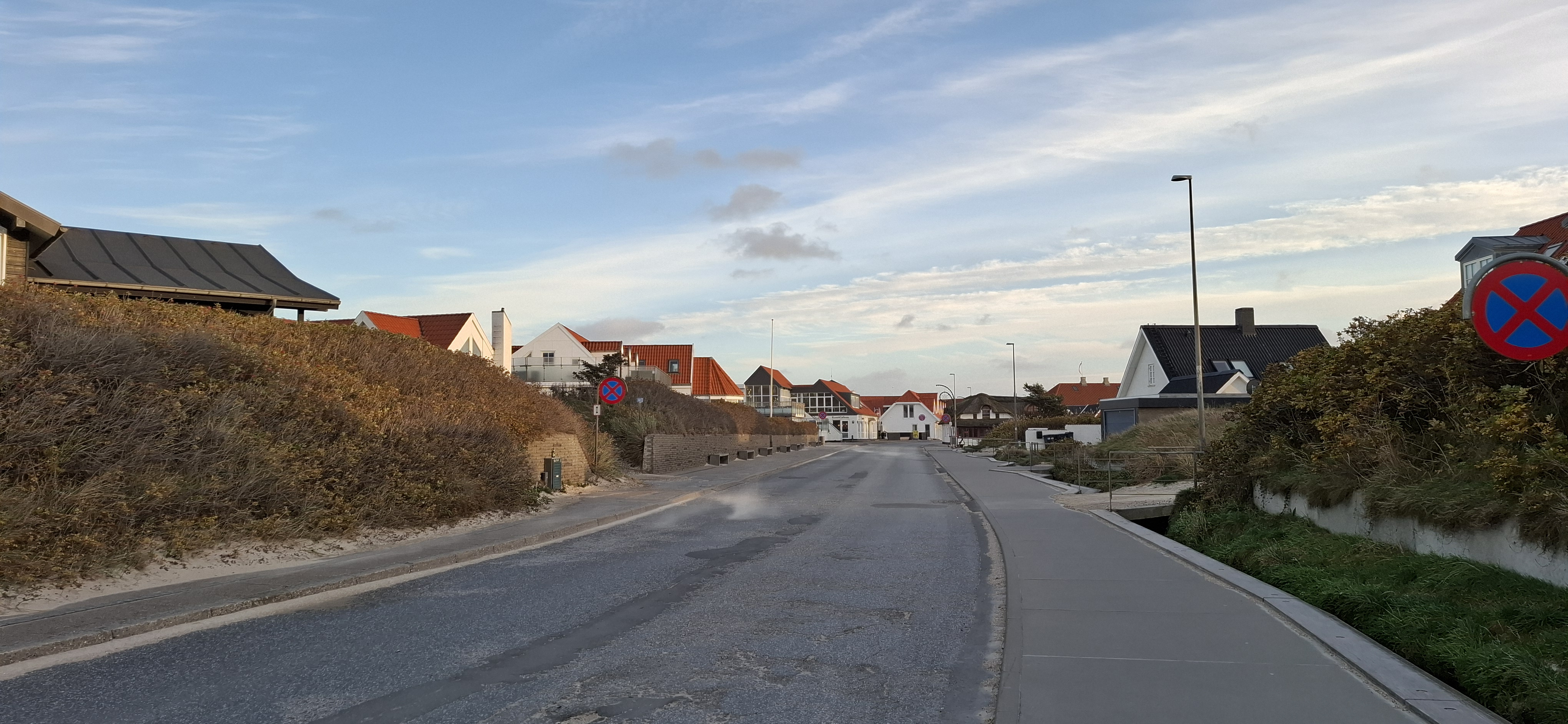
Ortskern, Ansicht aus Richtung Strand